# Plaňany
Plaňany är en köping i Tjeckien.   Den ligger i regionen Mellersta Böhmen, i den centrala delen av landet, 40 km öster om huvudstaden Prag. Plaňany ligger 217 meter över havet och antalet invånare är 1 467.
Terrängen runt Plaňany är platt. Runt Plaňany är det ganska tätbefolkat, med 124 invånare per kvadratkilometer. Närmaste större samhälle är Poděbrady, 12,1 km nordost om Plaňany. Trakten runt Plaňany består till största delen av jordbruksmark.